# Кфар-Адумим
Кфар-Адумим (ивр. כְּפַר אֲדֻמִּים‎) — поселение и общинное поселение на севере Иудейской пустыни на южном берегу Вади Кельт, севернее дороги Иерусалим — Мёртвое море.
Построено организацией «Амана» в 1979 году. На сегодняшний день в Кфар-Адумим проживают 330 семей.
В Кфар-Адумим проживают светские и религиозные семьи.
Кфар-Адумим входит в число поселений, чьи жители в 1995 году тайно построили дорогу, соединяющую их.

## Население
По данным Центрального статистического бюро Израиля, население на начало 2020 года составляло 4 674 человека.
На 2017 год население Кфар-Адумим составило 4381 человек (включая близлежащие поселения Алон и Нофей-Прат).